# Памятник Низами Гянджеви (Баку)
Па́мятник Низами́ Гянджеви́ (азерб. Nizami Gəncəvinin heykəli) — памятник поэту Низами Гянджеви, расположенный в Баку, в парке имени Низами, на пересечении улиц Истиглалийат, Ахмеда Джавада, Азербайджан и Ислама Сафарли. Открытие памятника состоялось в апреле 1949 года. Скульптор памятника — народный художник Азербайджана Фуад Абдурахманов, архитекторы — Садых Дадашев и Микаэль Усейнов.
Памятник представляет собой бронзовую 6-метровую статую, установленную на 9-метровом восьмигранном пьедестале. Пьедестал из красного лабрадора, в его обработке применены элементы архитектуры эпохи Низами. На нижней части пьедестала имеется орнаментальная резьба и облицованные бронзовые плиты. На семи плитах — сцены из произведений Низами, на одной — мемориальная надпись.

## Барельефы на памятнике
На памятнике высечено семь барельефов, изображающих героев пяти поэм («Хамсе») Низами Гянджеви. Среди них — Нушериван, слушающий беседу сов («Сокровищница тайн»), Фархад, прокладывающий дорогу через гору Биситун («Хосров и Ширин»), Лейли и Меджнун, учащиеся в школе («Лейли и Меджнун»), убивающий дракона Бахрам Гур («Семь красавиц»), Искандер на приёме у царицы Нушабе («Искандер-наме») и др. Барельефы исполнены скульптором А. Хрюновым по эскизам художника Газанфара Халыкова и расположены на семи гранях, по бокам от бронзовой доски с именем поэта.
- Барельефы на памятнике, изображающие героев «Хамсе» — пяти поэм Низами Гянджеви
- Нушериван и беседы сов («Сокровищница тайн»)
- Фархад на горе Биситун («Хосров и Ширин»)
- Лейли и Меджнун («Лейли и Меджнун»)
- Бахрам Гур убивает дракона («Семь красавиц»)
- Искандер и Нушабе («Искандернаме»)

## Галерея
- Парк имени Низами с памятником
- Вид скульптуры
- Надпись на памятнике